# Hamburg-Bau ’78

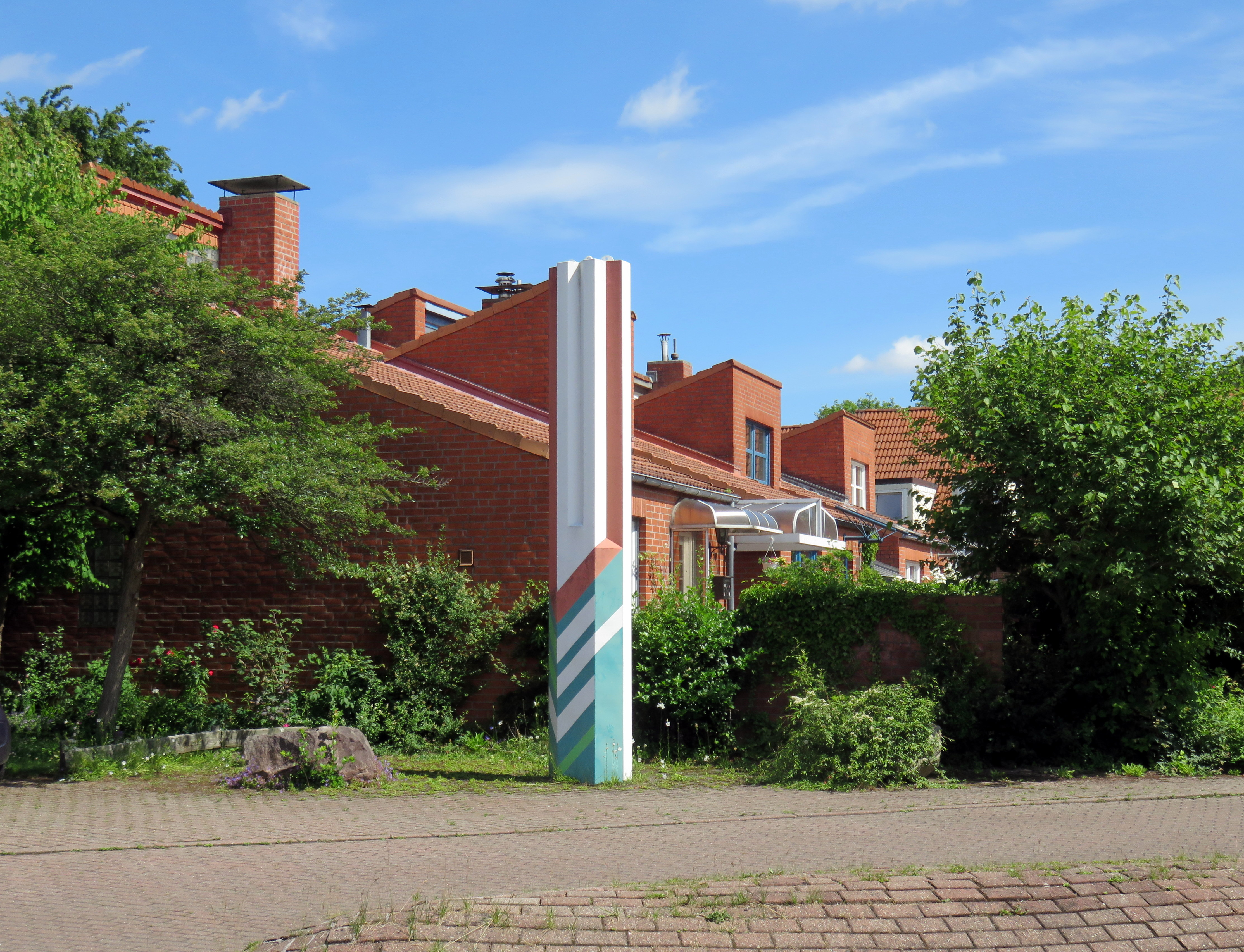
Gödersenweg 12, Stele (1978) von Georg Engst, Häuser von Gerkan, Marg und Partner

Das Neubaugebiet Hamburg-Bau ’78 entstand ab 1975 im nördlichen Stadtteil Hamburg-Poppenbüttel.

## Lage
Das Gebiet von Hamburg-Bau umfasst etwa 35 ha und liegt zwischen Ohlendieksredder im Nordosten, dem Poppenbütteler Berg im Südosten, der Harksheider Straße im Südwesten und dem Poppenbütteler Bogen im Nordwesten. Vorher bestand das Gebiet aus Feldern im Besitz der Stadt Hamburg. Beim Verkauf der Baugrundstücke wurde der Quadratmeterpreis von der Kinderanzahl der Käufer abhängig gemacht, wodurch die Stadtverwaltung eine Durchmischung aus unterschiedlichen sozialen Schichten erzielen wollte. 
Im Nordwesten der Hamburg-Bau liegt das Gewerbegebiet Poppenbütteler Bogen. Im Süden befinden sich ein Supermarkt und eine Tankstelle. 1975 wurde das Gymnasium Harksheider Straße in der Süd-Ostecke der Hamburg-Bau gegründet und im Jahr 2000 in Heinrich-Heine-Gymnasium umbenannt. Am dichtesten an der Hamburg-Bau liegt die Simon-Petrus-Kirche.
Das Siedlungsgebiet bildet ein eigenes Statistisches Gebiet mit der Nummer 67004. Dieses Gebiet erzielt im Sozialmonitoring der Behörde für Stadtentwicklung und Wohnen konstant hohe Werte, hat also z. B. im Vergleich zu Hamburger Durchschnittswerten eine signifikant geringere Zahl von Arbeitslosen und Leistungsempfängern.
Bis in die späten 1990er Jahre bestand nur eine Busanbindung durch die Buslinie 178 an den S-Bahnhof Poppenbüttel im Süden der Hamburg-Bau. Mehr als 20 Jahre später wurde auch der Osten der Hamburg-Bau durch die Buslinie 176 mit dem S-Bahnhof Poppenbüttel angebunden.

## Geschichte
Entwickelt wurde die Siedlung im Rahmen des Hamburger Einfamilienhaus-Förderungsprogramms des damaligen FDP-Bausenators Rolf Bialas. Ein Ziel war die Verringerung der damaligen Stadtflucht in den „Speckgürtel“ Hamburgs, indem gezeigt werden sollte, dass der Wunsch nach einem Eigenheim auch innerhalb der Stadtgrenzen möglich ist. Nach dem Entwicklungskonzept sollten insgesamt 400 Einfamilienhäuser in unterschiedlicher, neuartiger Bauweise entstehen. Man plante sowohl freistehende wie auch verdichtet angeordnete Gebäude, also sowohl Einzel-, Doppel- und Reihenhäuser. Ein Teil der Flächen wurde als Konzeptgebiet verwendet und sollte Varianten zum Thema Baugestalt in der Großstadt (sowohl „hamburg-typische“ wie auch „großstadt-typische“ Wohnformen) aufzeigen. Dafür wurden einige Musterhäuser („Häuser zum Anfassen“) errichtet, um bauwillige und auch baufähige Interessenten an Einfamilienhäusern für das Wohnen in dem Gebiet zu gewinnen.
Unter anderem bauten:
- A.P.B. Architektengruppe Planen und Bauen für die Behrendt Wohnungsbau am Gödersenweg Nr. 1–5 und 13–27 sowie am Carsten-Meyn-Weg Nr. 28 Kettenhäuser;[3]
- Gerkan, Marg und Partner für die Öffentliche Bausparkasse Hamburg am Gödersenweg Nr. 6–20 Kettenhäuser, sowie Stadthäuser am Carsten-Meyn-Weg Nr. 20–26;[4]
- Rojan-Sandvoss, Steidle + Partner an der Kreienkoppel Nr. 15–23 eine sechsteilige Hausgruppe.[5]

Der Architekt Volkwin Marg, dessen Büro gmp selbst einen Entwurf baute, stellt die obigen drei Projekte in seinem Buch Architektur in Hamburg seit 1900. 251 bemerkenswerte Bauten heraus, konstatiert aber: „Die »Hamburg Bau 78« startete als verheißungsvolles Experiment für kleinmaßstäblichen Siedlungsbau und höheren architektonischen Anspruch im individualisierten Wohnungsbau, verkam aber alsbald durch spätere, architektonisch ungeplante Parzellenvergabe zu einem mediokren Eigenheimbrei mit einigen Ausstellungsexemplaren für den gehobenen Geschmack.“ Ähnlich stellt Ralf Lange die obigen drei Entwürfe in seinem Architekturführer Hamburg als „herausragend“ heraus, konstatiert aber: „Das Gesamtbild der Siedlung, 221 Häuser […] – dabei zum überwiegenden Teil jedoch als konventionelle Reihen- oder Einzelhäuser –, geriet im Endeffekt allerdings eher enttäuschend. Hier fehlte offenbar der planerische Mut, das Repertoire auf einige wenige ausgefeilte und miteinander korrespondierende Haustypen zu beschränken und gestalterische Individualität nicht mit architektonischem Wildwuchs zu verwechseln.“ Auch Dirk Meyhöfer lobt die Entwürfe von gmp als „architektonisch […] allemal Augenweíden, weil durch Reihung von guten Details, gleichen Dachhöhen und Neigungen harmonische Straßenzüge entstanden sind. […] Direkt nebenan entstand jedoch das, was Bauherrs Wille ausdrückt; eine kunterbunte Mischung aus Dächern und Materialien […]. Architekten nennen solche Areale liebevoll »Wildschweingebiete«“
Dem Anspruch, neuartige Hausformen zu entwickeln, konnte nicht Genüge getan werden. Der angebotene Typenkatalog bildete nur die mögliche Typologieausformung der damaligen Zeit ab. Er ermöglichte zwar, dass den individuellen Wünsche der jeweiligen Bauherrn entsprochen werden konnte, führte aber zu differenzierten Grundrissen, Ansichten sowie Baugestaltung.
Die Deutsche Bundespost wählte 1976 Hamburg-Bau als Testgebiet für das Kabelfernsehnetz, weil es inmitten der Einflugschneise des Hamburger Flughafens liegt und durch dessen ILS-Sender der Fernsehempfang gestört wurde. Neben den ersten drei deutschen Programmen, Erstes, Zweites und Drittes, wurden auch die beiden Programme des DDR-Fernsehens eingespeist.
2022 wurde das gesamte Gebiet unter Denkmalschutz gestellt. Das Denkmalschutz-Ensemble „Gebaute Bauausstellung“ umfasst 222 Gebäude im Carsten-Meyn-Weg, Garleff-Bindt-Weg, Gödersenweg, Kreienkoppel, Lambert-Strus-Weg, Latekopweg, Ohlendiekskamp sowie Schusterkoppel 13.